# Mussulo
Mussulo és una comuna del municipi de Belas de la província de Luanda. Es troba en un banc de sorra de 30 kilòmetres del mateix nom formada pels sediments del riu Cuanza, a la costa sud de Luanda.
La restinga de Mussulo abriga la badia de Mussulo que alberga tres illes al seu interior, la més gran l'ilha dos Padres. És una coneguda destinació turística pels esports aquàtics.